# Stefano Baldini

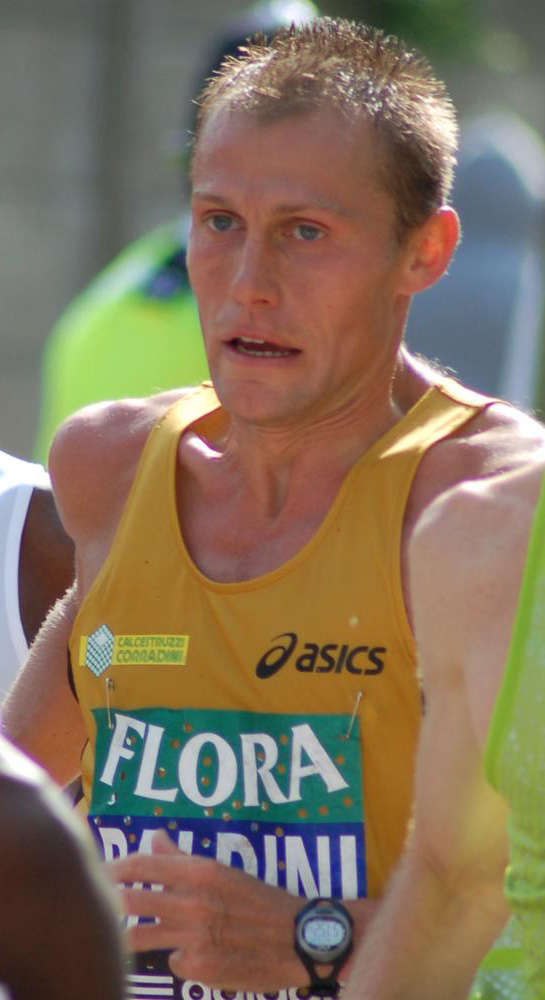
Stefano Baldini beim London-Marathon 2008

Stefano Baldini (* 25. Mai 1971 in Castelnovo di Sotto) ist ein ehemaliger italienischer Langstreckenläufer und Olympiasieger im Marathonlauf.

## Werdegang
Bei den Europameisterschaften 1994 in Helsinki kam er über 10.000 Meter auf Rang 20 und bei den Weltmeisterschaften 1995 in Göteborg auf den 18. Platz. Bei seinem Debüt über die 42,195-km-Distanz wurde er im selben Jahr Sechster beim Venedig-Marathon. Im Jahr darauf erreichte er bei den Olympischen Spielen in Atlanta über 5000 Meter das Halbfinale und belegte über 10.000 Meter den 18. Platz. Seinen ersten großen internationalen Erfolg hatte er im selben Jahr mit dem Titelgewinn bei den Halbmarathon-Weltmeisterschaften in Palma.
1997 gewann er das Rennen Roma – Ostia. Als Zweiter beim London-Marathon stellte er mit 2:07:57 h einen italienischen Rekord auf. Beim 10.000-Meter-Lauf der Weltmeisterschaften in Athen und bei den Halbmarathon-Weltmeisterschaften in Košice wurde er jeweils Neunter, beim New-York-City-Marathon dann Dritter.
Im Jahr darauf folgten Siege beim Rom-Marathon und beim Marathon der Europameisterschaften in Budapest. Bei Weltmeisterschaften gewann er zweimal Bronze im Marathonlauf: 2001 in Edmonton und 2003 in Paris/Saint-Denis. Außerdem siegte er 2001 beim Madrider Millennium-Marathon, wurde 2000 und 2002 Sechster und 2003 erneut Zweiter in London, 2001 Zweiter beim Turin-Marathon, 2001 und 2002 Fünfter in New York City sowie Vierter über 10.000 m bei den Europameisterschaften 2002 in München.
Sein größter Triumph war jedoch der Gewinn der Goldmedaille bei den Olympischen Spielen 2004 in Athen, für die er sich mit einem vierten Platz in London qualifiziert hatte. Vier Jahre zuvor hatte Baldini beim Marathon der Olympischen Spiele in Sydney verletzt aufgeben müssen. Der Lauf von Marathon nach Athen ging vor allem deswegen in die olympische Geschichte ein, weil der im Lauf führende Brasilianer Vanderlei de Lima vom religiösen Fanatiker Cornelius Horan von der Strecke gedrängt wurde, dadurch wertvolle Zeit und Energie verlor und wenig später von Stefano Baldini überholt wurde. Baldini kam ins Ziel als Erster, doch de Lima wurde wenig später als Bronzemedaillengewinner wie der Sieger gefeiert. Allerdings bleibt zu bemerken, dass Vanderlei de Lima bis zu dem Zeitpunkt des Vorfalls schon mehr als eine Minute seines Vorsprungs eingebüßt hatte. So bleibt es zweifelhaft, ob de Lima ohne diesen Vorfall gewonnen hätte.
2005 wurde Baldini Fünfter in London, musste jedoch bei den Weltmeisterschaften 2005 in Helsinki nach 35 Kilometern wegen Krämpfen aufgeben. 2006 kam er in London erneut auf den fünften Platz und verbesserte seinen italienischen Rekord auf 2:07:22 h. Bei den Europameisterschaften 2006 in Göteborg holte er erneut Marathon-Gold. 2007 wurde er Vierter in New York City.
2008 wurde er jeweils Zwölfter beim London-Marathon und bei den Olympischen Spielen in Peking. Nachdem er eigentlich schon seine Karriere beendet hatte, versuchte er bei den Europameisterschaften 2010 eine Titelverteidigung, gab jedoch schon nach der Hälfte der Strecke auf. Im Herbst erklärte er dann seinen endgültigen Rücktritt vom Leistungssport und verabschiedete sich mit einer Ehrenrunde beim Giro al Sas in Trient, den er dreimal gewonnen hatte, von seinen Fans.
Jeweils sechsmal wurde er nationaler Meister über 10.000 Meter (1993–1996, 2001, 2002) und im Halbmarathon (1995, 1998, 2001, 2004, 2006, 2009).
Stefano Baldini hat bei einer Größe von 1,76 m ein Wettkampfgewicht von 58 kg. Er ist das achte von elf Kindern einer Bauernfamilie in der Provinz Reggio Emilia. Bis 1992 wurde er von Emilio Benati trainiert, danach von Luciano Gigliotti, der schon Gelindo Bordin, den Olympiasieger von 1988, betreut hatte. Baldinis Ehefrau Virna De Angeli ist die italienische Rekordhalterin über 400 m, mittlerweile hat sich das Paar, das eine Tochter hat, jedoch getrennt.

## Persönliche Bestzeiten
- 3000 m: 7:43,14 min, 12. Juli 1996, Bellinzona
- 5000 m: 13:23,43 min, 5. Juni 1996, Rom
- 10.000 m: 27:43,98 min, 29. Mai 1996, Bratislava
- 10-km-Straßenlauf: 28:10 min, 17. August 2002, Arco (italienischer Rekord)
- Halbmarathon: 1:00:50 h, 12. Juni 2000, Malmö
- Marathon: 2:07:22 h, 23. April 2006, London (italienischer Rekord)

## Auszeichnungen
- Italiens Sportler des Jahres (La Gazzetta dello Sport): 2004